# Aviatik B.II
L'Aviatik B.II era un  monomotore biplano da ricognizione prodotto dall'azienda tedesco imperiale Automobil und Aviatik AG negli anni dieci del XX secolo ed utilizzato principalmente dalla Luftstreitkräfte, l'aeronautica militare dell'esercito imperiale tedesco, durante la prima guerra mondiale.
Venne prodotto su licenza anche dalla Oesterreichische Flugzeugfabrik ed utilizzato dalla k.u.k. Luftfahrtruppen.

## Storia

### Sviluppo
Il B.II venne progettato dall'ingegnere svizzero Robert Wild sviluppando il precedente B.I appena fu disponibile un'unità motrice più potente, il Mercedes D.II da 120 PS (88 kW). Il nuovo modello non differiva sostanzialmente dal suo predecessore ma a causa della maggior potenza disponibile, la cellula venne ulteriormente rinforzata.

### Impiego operativo
Sul fronte italiano nel giugno 1915 rappresentava la linea di volo della Flik 16 di Seebach di Villaco.

## Descrizione tecnica
Il B.I era un velivolo dall'aspetto e dalla costruzione, per l'epoca, convenzionale, monomotore biplano con carrello fisso realizzato in legno e tela.
La fusoliera, costruita con struttura in legno e rivestita con pannelli di compensato e tela  verniciata, era caratterizzata dalla presenza di due abitacoli separati aperti posti in tandem, l'anteriore per l'osservatore ed il posteriore per il pilota. Questa soluzione, normalmente utilizzata nei primi modelli biposto dell'epoca, non consentiva di attrezzare il velivolo con armamento di difesa, caratteristica comune a tutti i ricognitori categorizzati come B Typ nella designazione Idflieg. Posteriormente terminava in un impennaggio classico monoderiva.
Il carrello d'atterraggio era semplice, fisso con grandi ruote collegate tramite un assale rigido, integrato posteriormente da un pattino d'appoggio posizionato sotto la fusoliera in prossimità della coda.
La propulsione era affidata ad un motore Mercedes D.II, un sei cilindri in linea raffreddato a liquido in grado di erogare una potenza pari a 120 PS (88 kW) ed abbinato ad un'elica bipala in legno a passo fisso.

## Utilizzatori
Austria-Ungheria
- k.u.k. Luftfahrtruppen

 Germania
- Luftstreitkräfte